# Asesinatos de Mineral (estado de Washington)
Los asesinatos de Mineral, en referencia al área del estado estadounidense de Washington donde sucedieron, y apodado por los medios como The Tube Sock Killings (Los asesinatos del calcetín largo), son una serie de asesinatos sin resolver que ocurrieron en áreas remotas de los condados de Lewis y Pierce, de dicho estado, en el año 1985. Los casos recibieron amplia cobertura mediática y aparecieron en la serie Unsolved Mysteries en septiembre de 1989.

## Caso

### Harkins y Cooper
El 10 de agosto de 1985, Steven Harkins, de 27 años, y su novia, Ruth Cooper, de 42, dejaron su casa en Tacoma (Washington), para un fin de semana de campamento en el lago Lake, en el condado de Pierce. Cuando los dos no regresaron a sus trabajos en una escuela vocacional de Tacoma el lunes siguiente, sus familias reportaron su desaparición. Cuatro días después, el 14 de agosto, los excursionistas que pasaban por el condado de Pierce encontraron el cuerpo de Harkins cerca de un campamento remoto. Le habían disparado en la cabeza y su cuerpo, todavía en el saco de dormir, sugería que lo habían asesinado mientras dormía. Cerca, los buscadores también encontraron el perro mascota de Harkins y Cooper, que también había sido asesinado a tiros. En ese momento, la policía sospechaba que el caso podría haber estado relacionado con los asesinatos de Edward Smith y Kimberly Diane La Vine, una pareja de Kent, que fueron secuestrados, asesinados y eliminados en un pozo de grava cerca del río Columbia en marzo de 1985.
El 26 de octubre, se encontró un cráneo en el callejón sin salida de la Octava Avenida Sur, cerca del lago Harts, a unos 2,4 km de donde se encontró el cuerpo de Harkins. Los registros dentales confirmaron que el cráneo pertenecía a Cooper, y dos días después, el 28 de octubre, su cuerpo y su bolso también fueron recuperados del área, a 15 m de donde se había encontrado su cráneo. A Cooper le habían atado un calcetín largo alrededor del cuello. Según la autopsia, Cooper había muerto de "violencia homicida", aunque un portavoz declaró más tarde que la causa era consecuencia de recibir una bala en el abdomen. Después del descubrimiento de Cooper, los asesinatos fueron publicados por Crime Stoppers en un intento por recuperar información que condujera a la detención de los responsables.

### Riemer y Robertson
Más de un mes después del descubrimiento de Ruth Cooper, el 12 de diciembre de 1985, Mike Riemer, de 36 años, su novia, Diana Robertson, de 21, y su hija, Crystal Louise Robertson, de 2 años, viajaron desde su casa de Tacoma al condado de Pierce, planeando donde encontrar un lugar para acampar y buscar un árbol para Navidad cerca del río Nisqually. Riemer, un trampero aficionado, también planeaba verificar las trampas que había colocado en el área. Más tarde esa noche, los clientes de una tienda Kmart a 30 millas (48 km) al norte en Spanaway encontraron a la hija de la pareja, Crystal, parada afuera de la entrada de la tienda. Crystal fue colocada en un hogar de crianza temporal hasta que su abuela materna vio su fotografía en un telediario local transmitido dos días después. Cuando le preguntó dónde estaba su madre, la ilesa pero aturdida niña de dos años le dijo a su abuela que su "mamá estaba en los árboles". Según los investigadores, tras el episodio traumático y a tan corta edad "no era lo suficientemente verbal" como para proporcionar información veraz.
La policía registró el área tanto a pie como por aire, buscando evidencia de la camioneta pickup roja Plymouth 1982 de Riemer, pero los esfuerzos resultaron infructuosos. El 18 de febrero de 1986, más de dos meses después de la desaparición de la pareja, un automovilista descubrió el cuerpo de Diana Robertson semienterrado en la nieve cerca de un camino forestal en la ruta 7 del estado de Washington en Mineral. Los sabuesos recorrieron el área en los días siguientes, pero 6 pulgadas (150 mm) de nieve impidieron la búsqueda. La camioneta pickup de Riemer también se encontró cerca del cuerpo de Robertson.
En el vehículo, la policía descubrió una nota en el salpicadero que decía "Te amo, Diana". Estaba escrito en un sobre manila. La madre de Robertson afirmó que la letra era de Riemer. También se encontraron manchas de sangre en el asiento de la camioneta. La autopsia reveló que Diana Robertson había sido apuñalada diecisiete veces y, al igual que con Ruth Cooper, también se la encontró con un calcetín largo atado alrededor del cuello.
Debido a la desaparición de Riemer, los investigadores creyeron que podría haber sido responsable del asesinato de Robertson, y abandonó a su hija en la tienda Kmart y luego huyó. La policía teorizó que Riemer también pudo haber sido responsable de los asesinatos de Harkins y Cooper. Sin embargo, una teoría alternativa afirmaba que Riemer también había sido víctima del mismo asesino que había matado a Robertson, Harkins y Cooper.
En febrero de 1986, después del descubrimiento del cuerpo de Robertson, el Seattle Post-Intelligencer publicó un artículo que revelaba que Riemer había sido acusado de agresión doméstica contra Robertson el 19 de octubre de 1985. Sin embargo, la pareja se había reconciliado en diciembre, el mes en el que desaparecieron. Riemer, quien trabajaba como techador en Queen City Sheet Metal and Roofing Inc. de Seattle, fue descrito por su empleador como un "techador típico que trabaja duro y juega duro".

### Hallazgos de 2011
El 26 de marzo de 2011, unos excursionistas descubrieron un cráneo humano parcial que luego se determinó que era el de Mike Riemer. Se encontró en un área dentro de un radio de una milla de donde se había descubierto el cuerpo de Robertson en 1986. Después de la recuperación del cráneo, los investigadores del condado de Lewis declararon que creían que Riemer podría haber sido una posible víctima de homicidio también, aunque debido a la escasez de los restos no se pudo determinar la causa de la muerte. Sin embargo, basándose en la condición del cráneo, las autoridades pudieron descartar una herida de bala en la cabeza.